# Orthetrum luzonicum
Orthetrum luzonicum es una especie de libélula de la familia Libellulidae, originaria de Asia.

## Distribución y hábitat
Se distribuye en Afganistán, Bangladés, Bután, China, Hong Kong, India, Indonesia (Java, Sumatera), Japón, Malasia, Myanmar, Nepal, Filipinas, Singapur, Sri Lanka, Taiwán, Tailandia, Viet Nam. Su rango altitudinal oscila entre 0 y 1500 m s. n. m. Habita zonas pantanosas y arrozales.